# Oggy e i maledetti scarafaggi: Next Generation
Oggy e i maledetti scarafaggi: Next Generation è una serie televisiva animata francese del 2022 prodotta dalla Xilam per Netflix. In Italia, è disponibile sempre su Netflix, ma è anche andata in onda in TV su K2. È un revival della serie originale, Maledetti scarafaggi. Come nel cartone originale, parla delle buffonate di Oggy e degli scarafaggi che abitano nella sua casa. C'è anche Piya, un elefante indiano di sette anni di cui Oggy deve prendersi cura.
È diverso da Oggy Oggy: Oggy Oggy ha episodi di 22 minuti e ha 3 segmenti, mentre Next Generation ha episodi di 43 minuti e ha 6 segmenti. La serie si concentra sull'amicizia tra Oggy e Piya. Le registrazioni archiviate di Hugues Le Bars sono state usate per i personaggi principali mentre Piya è doppiata da Kaycie Chase, che ha anche cantato nella sigla.

## Trama
Oggy è un gatto che vive nelle periferie moderne, e condivide la sua casa con tre scarafaggi, Joey, Marky e Dee Dee, che lo fanno impazzire. Gli amici indiani di Oggy sono in vacanza, lasciando la loro figlia di 7 anni Piya, che diventa la sua nuova coinquilina. Oggy deve anche prendersi cura di lei e gli scarafaggi useranno la loro natura divertente e premurosa a loro vantaggio.

## Personaggi
I personaggi dal cartone originale sono cambiati: Jack, Bob e Olivia sono stati ridotti a ruoli minori, la relazione tra Oggy e Olivia rimane vaga, Kevin (un nuovo personaggio) che vive con Bob, e alcuni personaggi hanno avuto redesign.

### Personaggi principali
- Oggy - Si prende cura di Piya, è cauto nei confronti degli scarafaggi e protegge Piya. È un gatto azzurro con un naso rosso, orecchie nere e occhi verdi.
- Joey - Il leader degli scarafaggi. Ha un occhio rosa e giallo, una faccia viola e una pancia rosa. Alcune volte, diventa più impaziente.
- Marky - Ha antenne ricci, occhi rosa, la faccia verde e la pancia grigia. Fa le stesse cose della serie originale, e aiuta Joey e Dee Dee. Si attacca alla bambola di Piya.
- Dee Dee - Ha occhi verdi, la faccia arancione, e una pancia viola. Aiuta Joey e Marky e di solito è il più goloso degli scarafaggi, quando mangia.
- Piya - Un elefante indiano ottimista. Ha la maglietta rosa e gialla, con capelli marroni con una coda di cavallo. Si comporta come una bambina - spesso avendo un comportamento giocoso. Ha anche paura dei ragni. È anche la nipote di Oggy e spesso la compagna di gioco degli scarafaggi - finché non si trovano nei guai con lei o con Oggy.

### Personaggi secondari
- Jack - È un gatto verde con un naso rosso, una museruola grigia, e una pancia rosa. È il cugino di Oggy e "il cugino una volta rimosso" di Piya.
- Olivia - È una gatta bianca, una dei vicini di casa di Oggy e anche la sua fidanzata. È rifatta, ma ha ancora il fiocco giallo.
- Bob - È un cane marrone con un collare rosso, uno dei vicini di casa di Oggy e lo zio di Kevin. È brutale e non molto affettuoso di Oggy. Ci tiene molto di Kevin.
- Kevin - È un cucciolo arancione con un naso blu, ed è il nipote di Bob. Kevin spesso prende in giro Oggy, ma altre volte, non gli piace quando accetta di sfidare se stesso per ottenere un distintivo legato alla pesca.
- I genitori di Piya - Elefanti asiatici. Sono amici di Oggy anche se non sono visibili. Da quando hanno portato Piya da Oggy, sono andati in vacanza per tanto tempo.

## Episodi
| n° | Titolo originale               | Titolo italiano | Prima pubbl.    | Pubbl. Italia  |
| -- | ------------------------------ | --------------- | --------------- | -------------- |
| 1  | Tic et Toc                     |                 | 8 novembre 2021 | 28 luglio 2022 |
| 1  | Dans la forêt lointaine        |                 | 8 novembre 2021 | 28 luglio 2022 |
| 1  | Soirée Piyama                  |                 | 8 novembre 2021 | 28 luglio 2022 |
| 1  | Le chant du canari             |                 | 8 novembre 2021 | 28 luglio 2022 |
| 1  | Pelote Mania                   |                 | 8 novembre 2021 | 28 luglio 2022 |
| 1  | La moustache héroïque          |                 | 8 novembre 2021 | 28 luglio 2022 |
| 2  | Cher journal                   |                 | 8 novembre 2021 | 28 luglio 2022 |
| 2  | Passion poisson                |                 | 8 novembre 2021 | 28 luglio 2022 |
| 2  | Petit prince                   |                 | 8 novembre 2021 | 28 luglio 2022 |
| 2  | Gentil nounours                |                 | 8 novembre 2021 | 28 luglio 2022 |
| 2  | La ruée vers l'eau             |                 | 8 novembre 2021 | 28 luglio 2022 |
| 2  | N'ouvre à personne             |                 | 8 novembre 2021 | 28 luglio 2022 |
| 3  | Bienvenue aux extra-terrestres |                 | 8 novembre 2021 | 28 luglio 2022 |
| 3  | Sculpture de légumes           |                 | 8 novembre 2021 | 28 luglio 2022 |
| 3  | Monsieur Rigolo                |                 | 8 novembre 2021 | 28 luglio 2022 |
| 3  | Piya l'imbattable              |                 | 8 novembre 2021 | 28 luglio 2022 |
| 3  | Les cafards redécorent         |                 | 8 novembre 2021 | 28 luglio 2022 |
| 3  | Parano Pédalo                  |                 | 8 novembre 2021 | 28 luglio 2022 |
| 4  | Tresse en détresse             |                 | 8 novembre 2021 | 28 luglio 2022 |
| 4  | A la belle étoile              |                 | 8 novembre 2021 | 28 luglio 2022 |
| 4  | La collerette                  |                 | 8 novembre 2021 | 28 luglio 2022 |
| 4  | Le chapeau de la honte         |                 | 8 novembre 2021 | 28 luglio 2022 |
| 4  | Un défi à roulettes            |                 | 8 novembre 2021 | 28 luglio 2022 |
| 4  | Au revoir les cafards          |                 | 8 novembre 2021 | 28 luglio 2022 |
| 5  | Au secours un clown            |                 | 8 novembre 2021 | 28 luglio 2022 |
| 5  | La dernière fleur              |                 | 8 novembre 2021 | 28 luglio 2022 |
| 5  | La varicelle                   |                 | 8 novembre 2021 | 28 luglio 2022 |
| 5  | La maison de Piya              |                 | 8 novembre 2021 | 28 luglio 2022 |
| 5  | Un pur moment de détente       |                 | 8 novembre 2021 | 28 luglio 2022 |
| 5  | Trêve d'anniversaire           |                 | 8 novembre 2021 | 28 luglio 2022 |
| 6  | La trompe enrhumée             |                 | 8 novembre 2021 | 28 luglio 2022 |
| 6  | La poupée perdue               |                 | 8 novembre 2021 | 28 luglio 2022 |
| 6  | Suivez le guide!               |                 | 8 novembre 2021 | 28 luglio 2022 |
| 6  | Piya décroche la lune          |                 | 8 novembre 2021 | 28 luglio 2022 |
| 6  | Ne quittez pas!                |                 | 8 novembre 2021 | 28 luglio 2022 |
| 6  | Drôle de cafard                |                 | 8 novembre 2021 | 28 luglio 2022 |
| 7  | Un petit souvenir              |                 | 8 novembre 2021 | 28 luglio 2022 |
| 7  | Touche pas à mon arbre         |                 | 8 novembre 2021 | 28 luglio 2022 |
| 7  | L'araignée                     |                 | 8 novembre 2021 | 28 luglio 2022 |
| 7  | Nounou d'éléphant              |                 | 8 novembre 2021 | 28 luglio 2022 |
| 7  | Le voleur de copains           |                 | 8 novembre 2021 | 28 luglio 2022 |
| 7  | La patte de l'artiste          |                 | 8 novembre 2021 | 28 luglio 2022 |
| 8  | L'arrivée                      |                 | 8 novembre 2021 | 28 luglio 2022 |
| 8  | En grève                       |                 | 8 novembre 2021 | 28 luglio 2022 |
| 8  | Oggy Magicien                  |                 | 8 novembre 2021 | 28 luglio 2022 |
| 8  | Les évadés du bocal            |                 | 8 novembre 2021 | 28 luglio 2022 |
| 8  | Le jardin secret               |                 | 8 novembre 2021 | 28 luglio 2022 |
| 8  | Pique-nique panique            |                 | 8 novembre 2021 | 28 luglio 2022 |
| 9  | Le majordome                   |                 | 8 novembre 2021 | 28 luglio 2022 |
| 9  | Le Meilleur tonton             |                 | 8 novembre 2021 | 28 luglio 2022 |
| 9  | Un si lourd secret             |                 | 8 novembre 2021 | 28 luglio 2022 |
| 9  | Petit frère                    |                 | 8 novembre 2021 | 28 luglio 2022 |
| 9  | Attendez-moi!                  |                 | 8 novembre 2021 | 28 luglio 2022 |
| 9  | Sage comme une image           |                 | 8 novembre 2021 | 28 luglio 2022 |
| 10 | Cache-cache toupie             |                 | 8 novembre 2021 | 28 luglio 2022 |
| 10 | Bob cœur d'artichaut           |                 | 8 novembre 2021 | 28 luglio 2022 |
| 10 | Le bonheur des autres          |                 | 8 novembre 2021 | 28 luglio 2022 |
| 10 | Halte aux somnambules          |                 | 8 novembre 2021 | 28 luglio 2022 |
| 10 | Mini Oggy                      |                 | 8 novembre 2021 | 28 luglio 2022 |
| 10 | Chacun chez soi                |                 | 8 novembre 2021 | 28 luglio 2022 |
| 11 | Le Club des Robinsons          |                 | 8 novembre 2021 | 28 luglio 2022 |
| 11 | Super Oggy                     |                 | 8 novembre 2021 | 28 luglio 2022 |
| 11 | Le chat de la Lune             |                 | 8 novembre 2021 | 28 luglio 2022 |
| 11 | Tout comme tonton              |                 | 8 novembre 2021 | 28 luglio 2022 |
| 11 | C'est pas ma faute!            |                 | 8 novembre 2021 | 28 luglio 2022 |
| 11 | Le spectacle de Piya           |                 | 8 novembre 2021 | 28 luglio 2022 |
| 12 | Le cadeau empoisonné           |                 | 8 novembre 2021 | 28 luglio 2022 |
| 12 | Réservé aux papillons          |                 | 8 novembre 2021 | 28 luglio 2022 |
| 12 | Princesse Piya                 |                 | 8 novembre 2021 | 28 luglio 2022 |
| 12 | Le petit train                 |                 | 8 novembre 2021 | 28 luglio 2022 |
| 12 | Mon pote Kévin                 |                 | 8 novembre 2021 | 28 luglio 2022 |
| 12 | Méchant tonton                 |                 | 8 novembre 2021 | 28 luglio 2022 |
| 13 | Gonflée à bloc                 |                 | 8 novembre 2021 | 28 luglio 2022 |
| 13 | Mange ta coupe!                |                 | 8 novembre 2021 | 28 luglio 2022 |
| 13 | Infiltré                       |                 | 8 novembre 2021 | 28 luglio 2022 |
| 13 | La cravate                     |                 | 8 novembre 2021 | 28 luglio 2022 |
| 13 | Oggy se rebiffe                |                 | 8 novembre 2021 | 28 luglio 2022 |
| 13 | Gare au mammouth               |                 | 8 novembre 2021 | 28 luglio 2022 |

## Distribuzione
La serie è stata inizialmente distribuita l'8 novembre 2021 su Gulli. Successivamente viene pubblicata in tutto il mondo su Netflix il 28 luglio 2022. Viene poi trasmesso in TV sul canale K2, in Italia.